# Sarry, Yonne
Sarry là một xã của Pháp,tọa lạc ở tỉnh Yonne trong vùng Bourgogne.

### Các xã giáp ranh và khoảng cách đến trung tâm
1. Pasilly (89) 3,2 km
2. Jouancy (89) 3,3 km
3. Censy (89) 3,9 km
4. Châtel-Gérard (89) 4,5 km
5. Annoux (89) 5 km
6. Étivey (89) 5,5 km
7. Noyers (89) 6,6 km
8. Grimault (89) 6.8 km
9. Moulins-en-Tonnerrois (89) 7,6 km
10. Villiers-les-Hauts (89) 8,6 km

## Hành chính
| Danh sách các thị trưởng |           |                  |      |         |
| Giai đoạn                | Giai đoạn | Tên              | Đảng | Tư cách |
| 1982                     | ...       | Albert Lardin    | ...  | ...     |
| 1965                     | 1982      | Jean Parquin     | ...  | ...     |
| 1963                     | 1965      | Robert Cunault   | ...  | ...     |
| 1950                     | 1963      | Jules Mignot     | ...  | ...     |
| 1921                     | 1950      | Georges Collin   | ...  | ...     |
| 1919                     | 1921      | Alfred Berthault | ...  | ...     |

## Thông tin nhân khẩu
| Năm | 1962 | 1968 | 1975 | 1982 | 1990 | 1999 |
| --- | ---- | ---- | ---- | ---- | ---- | ---- |
| Dân số | 141  | 184  | 176  | 161  | 146  | 185  |
| From the year 1962 on: No double counting—residents of multiple communes (e.g. students and military personnel) are counted only once. |      |      |      |      |      |      |